# Indcar
Indcar SA est une entreprise espagnole de carrosserie d'autobus dont le siège et l'usine sont implantés à Arbúcies, dans la province de Gérone, en Catalogne. Elle dispose depuis 2013 d'une unité de production en Roumanie, à Brasov où sont fabriqués les modèles Mobi et Strada. En France, elle a implanté en 2017 une unité commerciale pour la vente directe de ses produits et leur maintenance à Saint Hilaire de Loulay, près de Nantes.

## Histoire
En 1888, Francesc Queralt i Roca crée une petite entreprise familiale dans la bourgade de Arbúcies, dans la province de Gérone en Catalogne (Espagne), en plein milieu d'une zone très boisée pour disposer de beaucoup de bois, ressource naturelle indispensable et peu chère pour la fabrication des moyens de transport de l'époque.
L'entreprise familiale construit, dès sa création, des charrettes et des diligences en bois. Ce n'est qu'à partir de 1936 que Joan Queralt Dalmau, petit-fils du fondateur, commence à fabriquer les premières carrosseries métalliques. Pendant la guerre civile espagnole et la Seconde Guerre mondiale, l'activité est réduite par manque de commandes mais surtout par manque de matières premières qui doivent être importées. L'Espagne est aussi pénalisée par les sanctions internationales et le général Franco prône l'autarcie. L'importation de produits étrangers ne s'opère qu'au compte goute. Tous les châssis de véhicules sont de construction espagnole, essentiellement Pegaso et Barreiros. 
À partir de 1970, l'entreprise commence à se diversifier et effectue toutes sortes de transformations de véhicules industriels: ambulances, véhicules utilitaires, véhicules de transport de marchandises, véhicules de transport de voyageurs. Avec l'arrivée de Santiago Queralt, quatrième génération de la famille, à la direction de l'entreprise, s'engage une phase d'expansion et diversifie les productions.

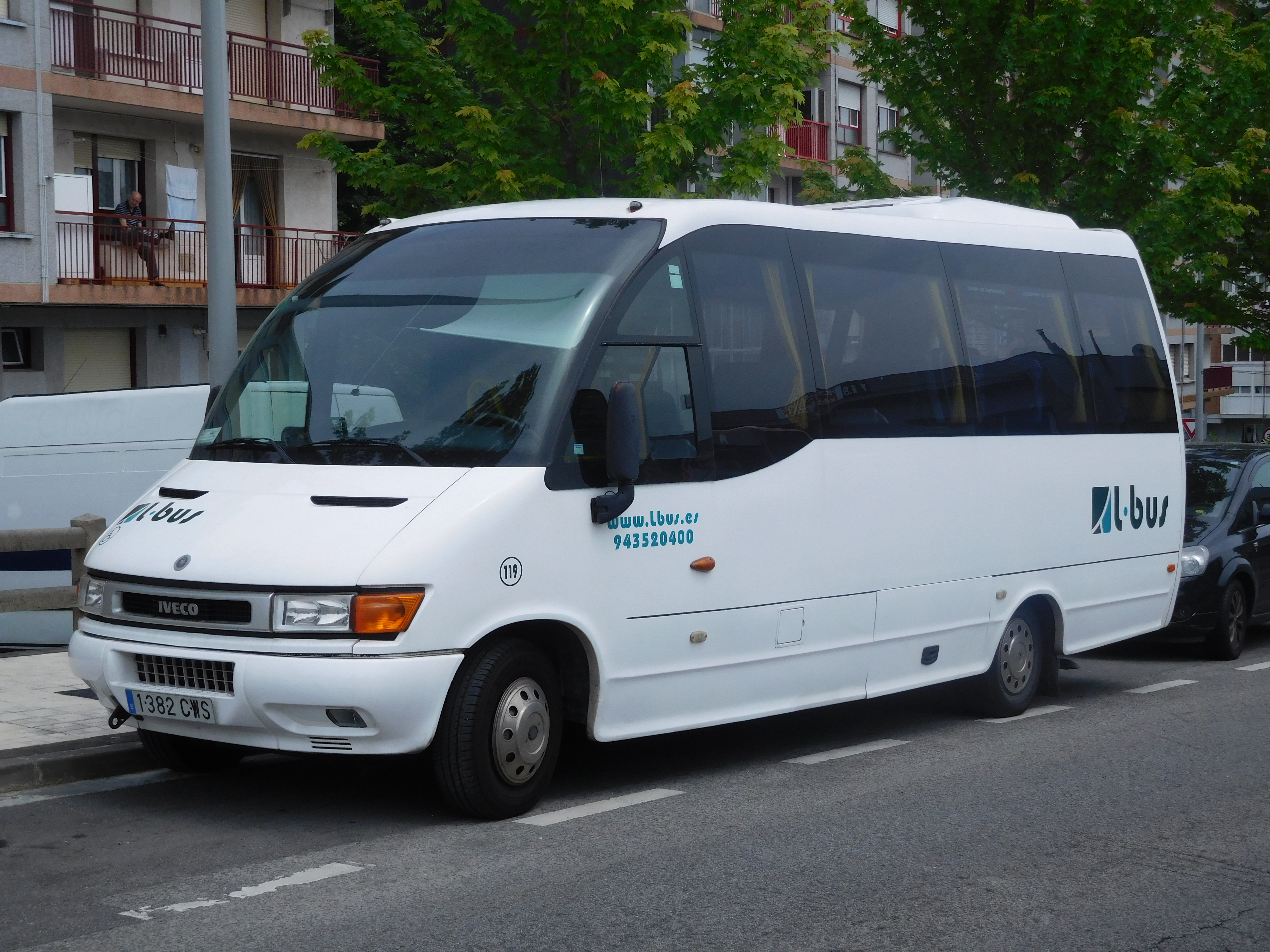
Midibus Iveco Indcar Wing (en 1999)

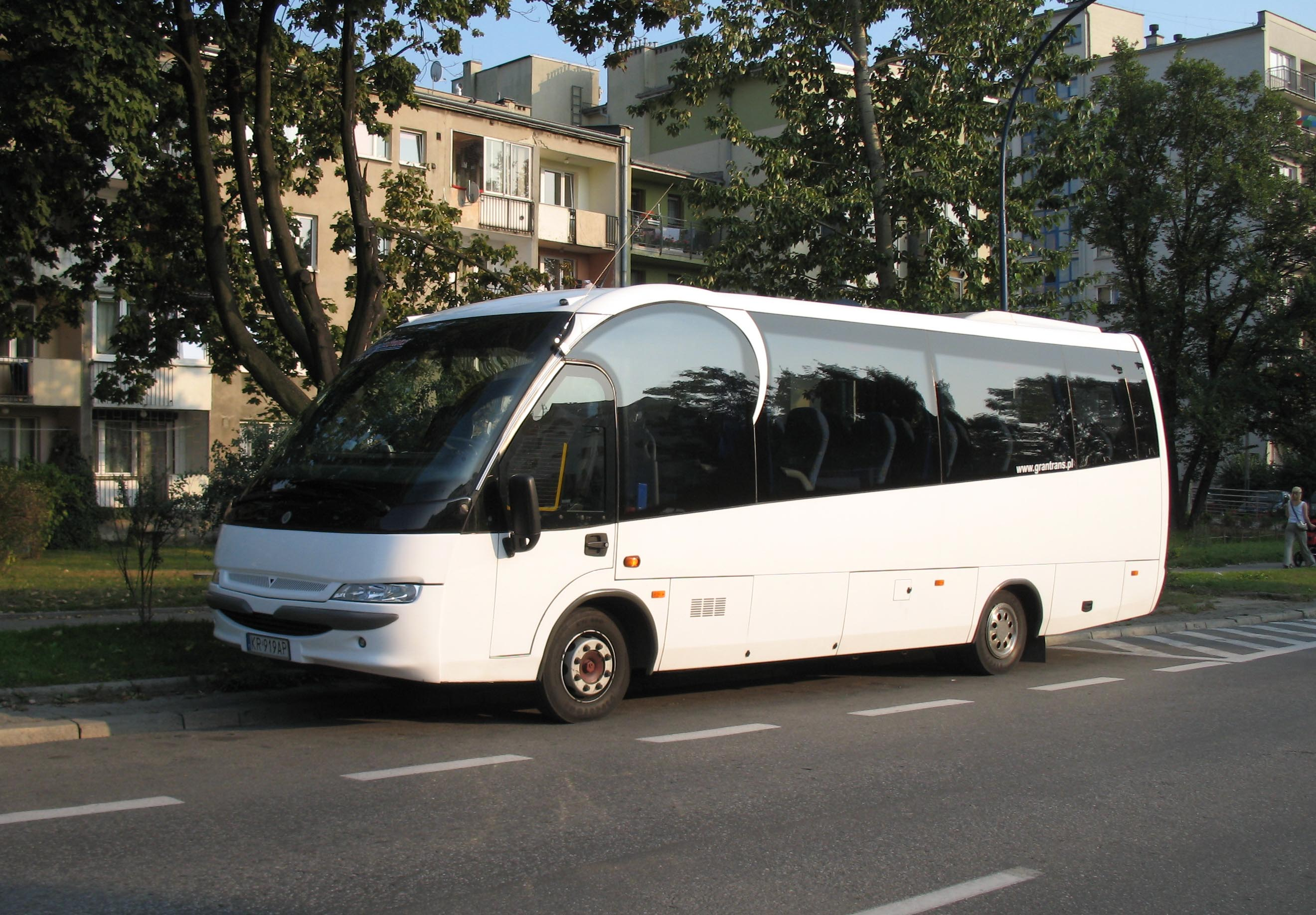
Indcar Mago2 Tourisme sur châssis Iveco Daily

En 1978, l'entreprise familiale devient la société Industriale Carrocera Arbuciense SA - Indcar SA. En 1986, l'Espagne fait son entrée dans la Communauté européenne, ouvre ses frontières et la société peut se lancer sur les marchés d'exportation. À partir de 1990, la société se spécialise dans le secteur des carrosseries pour minibus et délaisse les autres secteurs d'activité.

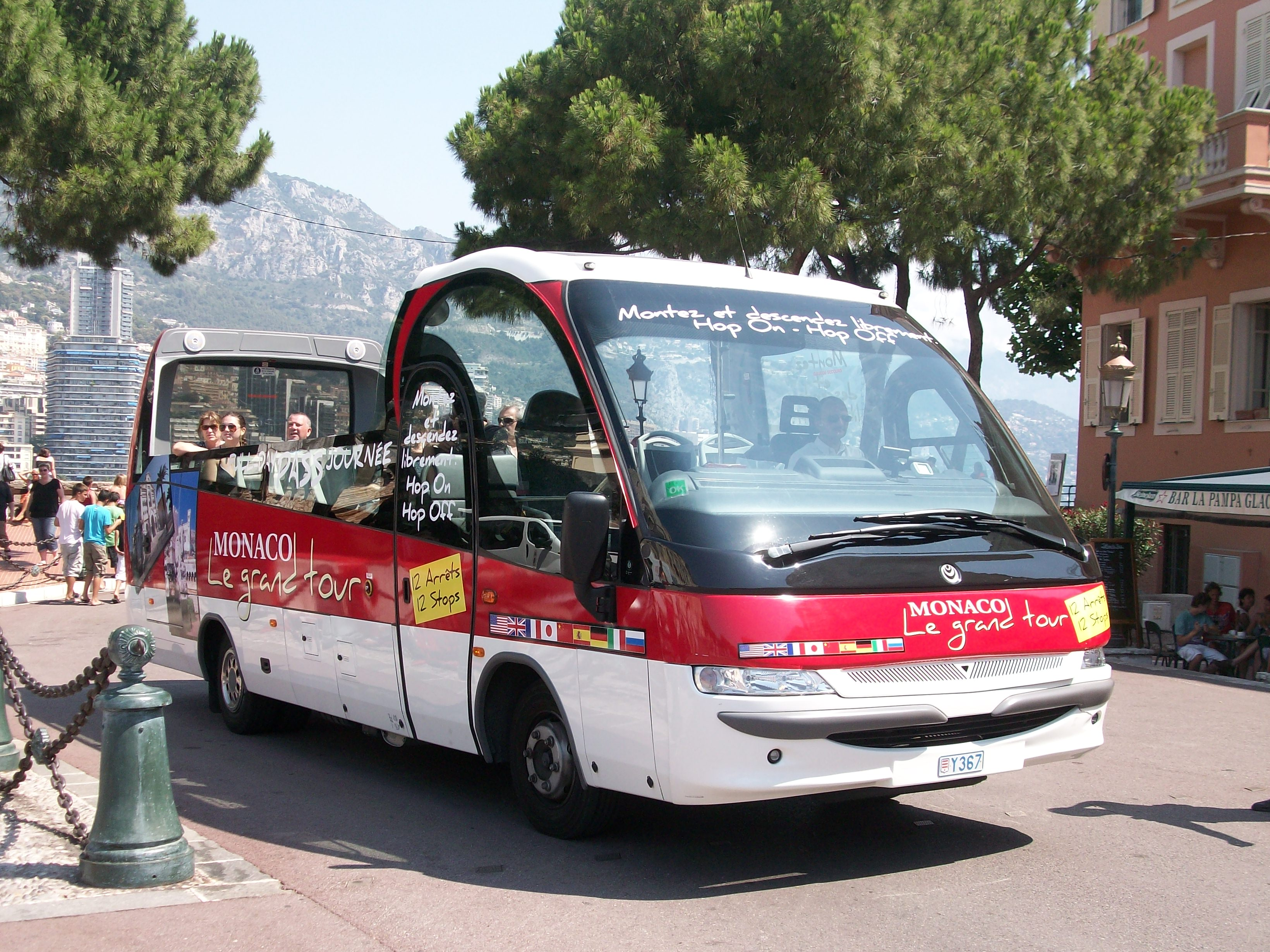
Midibus panoramique touristique Iveco Indcar Mago2 à Monaco en 2010

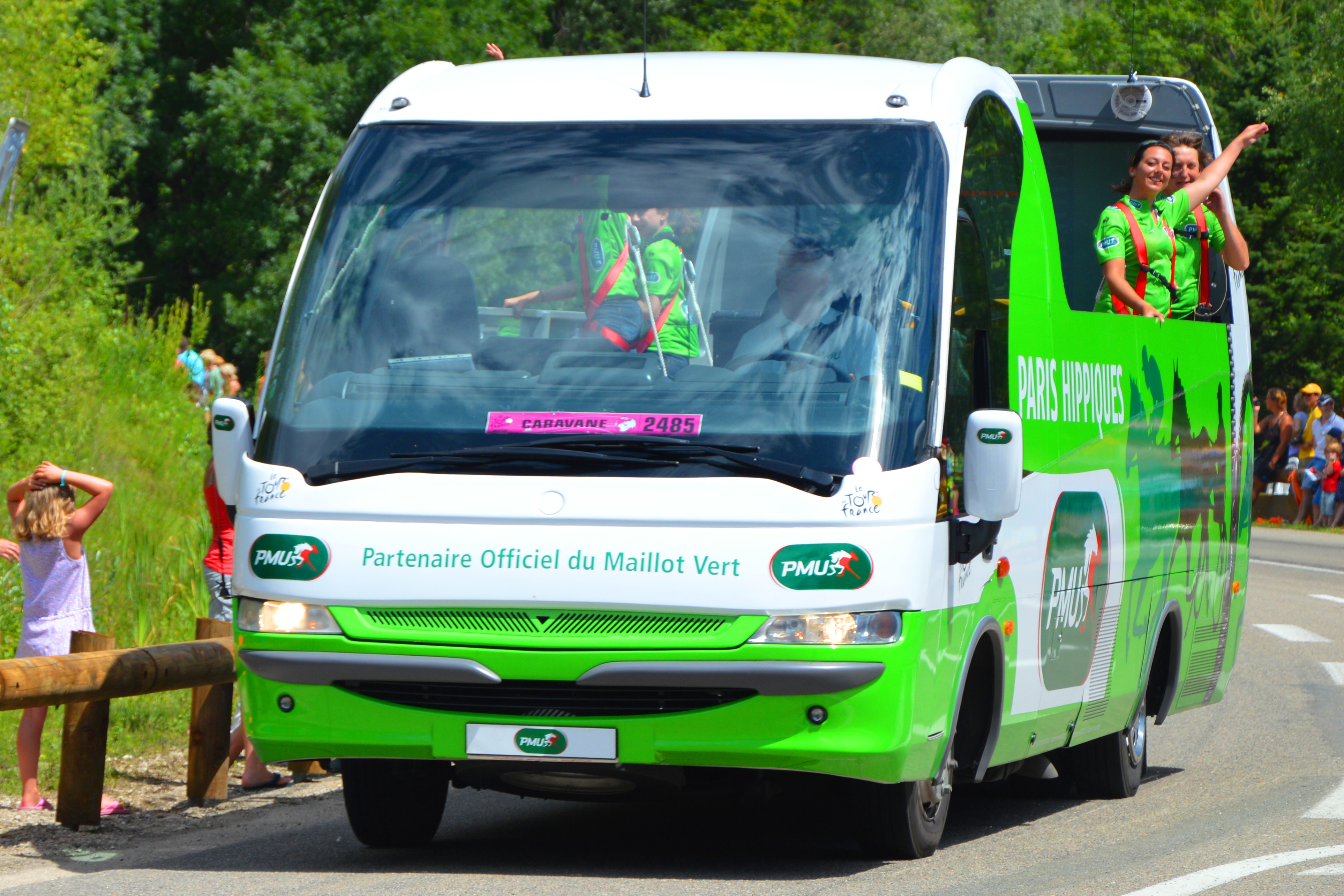
Midibus Indcar Mago2 découvrable sur châssis Iveco Daily, caravane Tour de France 2014

En 1992, Indcar lance un tout nouveau modèle, le minibus Mago, construit sur la base d'une fourgonnette. Ce véhicule va faire la réputation de la marque. Après avoir longtemps collaboré avec plusieurs grands constructeurs de châssis motorisés: Mercedes-Benz, Iveco et MAN, en 2000, Indcar développe sa gamme de produits et lance le Mago2. Les ateliers de production sont agrandis à la suite d'un accord avec le constructeur italien Iveco, qui avait racheté Pegaso en 1990 et était bien implanté en Espagne, pour fabriquer un tout nouveau modèle en 2001, le Wing, réalisé sur le châssis de l'Iveco Daily qui était aussi fabriqué dans l'usine espagnole Iveco de Madrid.

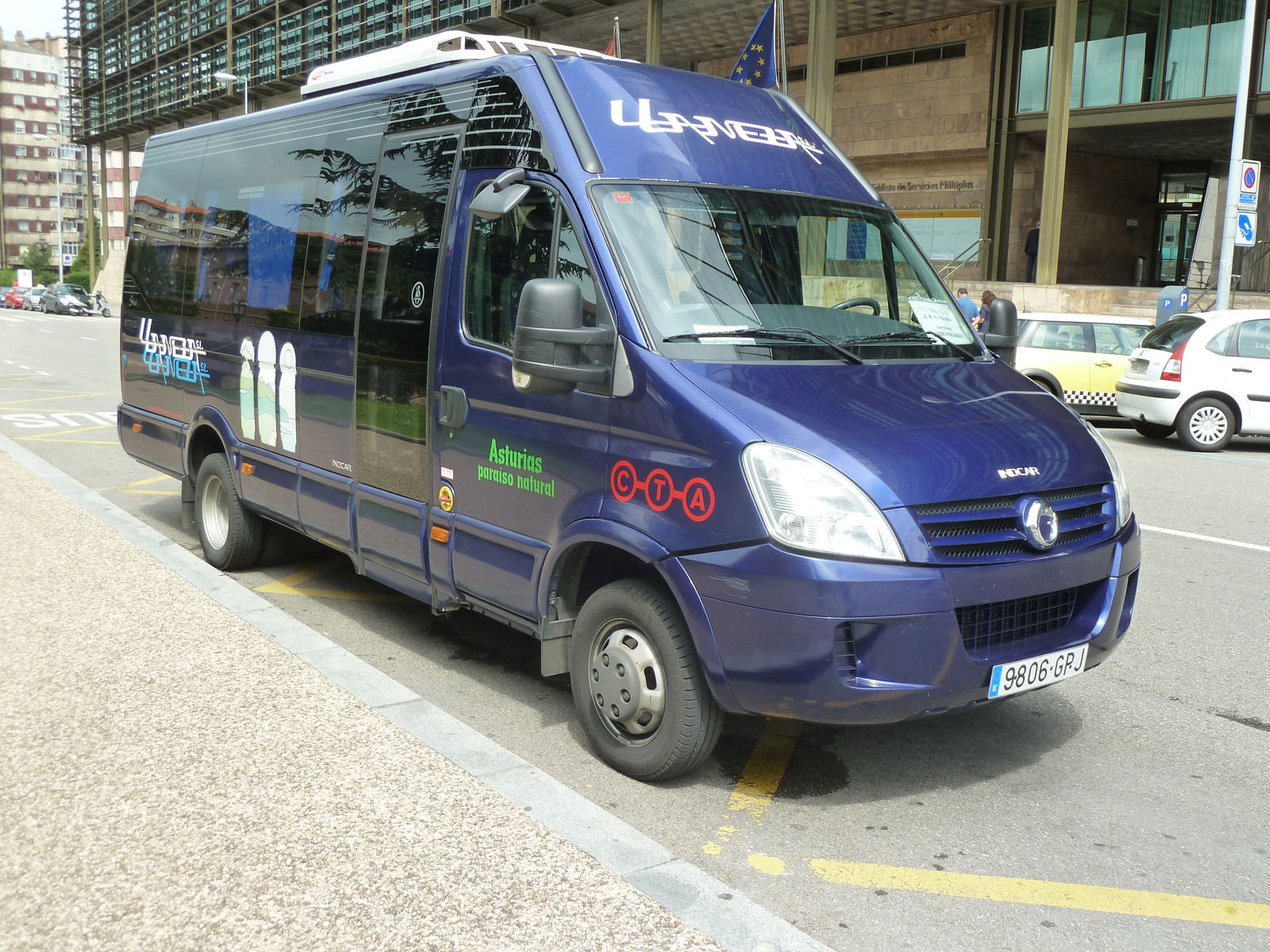
Indcar Strada sur châssis Iveco Daily

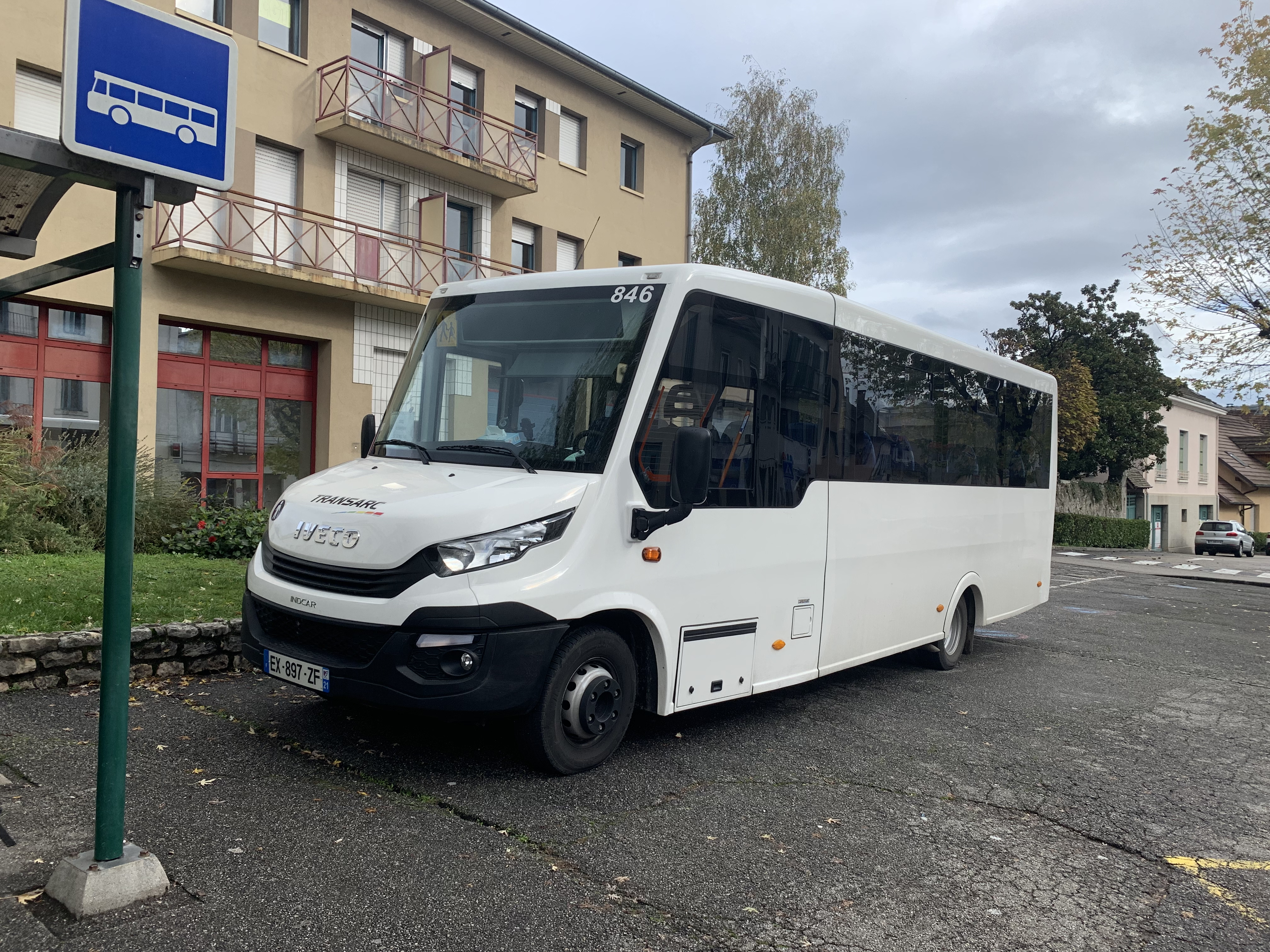
Iveco Indcar Mobi Transarc à Belley (France) novembre 2019

En 2010, la présence de la marque sur les marchés internationaux devient très importante avec plus de 80% de sa production exportée. En 2012, Indcar ouvre une filiale commerciale à Modène, en Italie. En 2013, un atelier pour y fabriquer 100 exemplaires de minibus par an est construit en Roumanie ; sa capacité sera portée à 300 véhicules annuels en 2016. En 2014, Indcar lance le modèle Next qui reçoit le prix du "Minibus de l'année 2015" par la revue espagnole Viajeros. En 2017, Indcar ouvre une filiale commerciale en France.
En 2019, Indcar lance son premier minibus électrique, le Strada e-City qui dispose d'une autonomie de 16 heures.
La société est devenue rapidement la plus importante entreprise espagnole de carrosserie industrielle avec Ayats, Beulas, Noge et Boari.  

## Modèles actuels
Indcar SA dispose d'une vaste gamme de midi et minibus pour les liaisons urbaines, interurbaines, tourisme et scolaire.
Les véhicules sont construits sur la base de châssis Iveco Bus, essentiellement l'Iveco Daily sauf le midibus Next qui peut aussi être livré avec le châssis du Mercedes-Benz Atego 1024L.

### NEXT
- Next L7 (7,7 m), minibus sur châssis Mercedes-Benz Atego, 27+1 passagers[1]
- Next L8 (8,7 m), midibus sur châssis Mercedes-Benz Atego ou Iveco CC100, 33+1 passagers[2]
- Next L9 (9,4 m), midibus sur châssis Iveco CC150, Mercedes-Benz Atego ou Indcar, 37+1 passagers;
- Next L10 (10,1 m), midibus sur châssis Iveco CC150, moteur FPT Tector 7, 250 ch/184 kW, 41+1 passagers[3]

### MAGO
Ces modèles sont réalisés sur une base Iveco CC100 avec moteur Iveco Tector 7 Euro 6, de 6,7 litres 220 Ch/162 kW à 2.500 tr/min, boîte de vitesses manuelle ZF 6S800 à 6 rapports
- Mago 2 (8,6 m), midibus, 30 à 32 passagers[4],
- Mago Cabrio (8,8 m), midibus sur châssis Iveco CC100 ou Indcar, 34+1 passagers[5],

### WING
Dans sa première version en 1997, le véhicule pouvait être livré sur 2 bases différentes : Iveco Daily 70C ou Mercedes-Benz Vario. Depuis 2012, tous les modèles sont construits uniquement sur une base Iveco Daily, actuellement avec le moteur FPT-Iveco F1C VGT 180 Euro 6, de 3,0 litres et 180 Ch/132 kW à 3.500 tr/min, boîte de vitesses manuelle Iveco 6 rapports ou automatique HI-Matic. Pour offrir un accès PMR, Indcar a opté pour une solution originale : une rampe montée à l'arrière, accessible par deux grandes portes vitrées. Le modèle a été adapté lors de chaque évolution de l'Iveco Daily, changements visibles uniquement sur la partie avant, reprise sans aucune modification de l'original produit par Iveco.
- Wing L7 (7,7 m), minibus, 24+1 à 28+1 passagers,
- Wing L8 (8,0 m), minibus, 28+1 passagers,
- Wing L8.5 (8,5 m), midibus, 30+1 passagers,

### MOBI
Modèles construits sur une base Iveco Daily avec moteur FPT F1C VGT 180 Euro 6 de 3,0 litres 180 Ch/132 kW à 3.500 tr/min, boîte de vitesses manuelle Iveco 6 rapports ou automatique HI-Matic,
- Mobi (8,15 - 8,55 m), midibus scolaire construit en collaboration avec le constructeur français Vehixel depuis 2012, 29 à 34 passagers[8],
- Mobi City (7,9 - 8,5 m), minibus et midibus classe 1 ou 2, 24+1 à 39+1 passagers, moteur Iveco F1C VGT 180 Euro 6 de 3,0 litres, 180 Ch/132 kW à 3.500 tr/min, boîte de vitesses manuelle Iveco à 6 rapports ou automatique HI-Matic,
- Mobi City CNG (8,5 m), midibus classe 1, 34+1 passagers, moteur Iveco F1C CNG Euro 6 de 3,0 litres, 136 Ch/100 kW à 2.730 tr/min, boîte de vitesses automatique HI-Matic,

Cette série est commercialisée en France par Vehixel à partir de 2012.

### STRADA
- Strada Sprinter 516/519 (7,3 m), minibus sur châssis Mercedes-Benz Sprinter, 16 à 22 passagers, moteur OM 651 Euro 6 de 2,1 litres, 163 Ch/120 kW à 3.800 tr/min[9],
- Strada Daily (7,5 m), minibus sur châssis Iveco Daily 60C18, 22+1 passagers[10],
- Strada M2 (5,9 m), minibus de luxe sur châssis Mercedes-Benz Sprinter, 9 passagers[11]

## Anciens modèles
- Dayron (10 m), midibus GT sur châssis Iveco, 39+1 passagers[12],

- Cytios (7 - 7,3 m), minibus urbain conçu par le constructeur français Vehixel sur un châssis Iveco Daily, 16 à 22 passagers assis (jusqu'à 43 au total)[13],[14].